# Teddese Lemi
Teddese Lemi (* 20. Januar 1999) ist ein äthiopischer Leichtathlet, der sich auf die Mittelstreckenläufe spezialisiert hat. 2019 gewann er mit der äthiopischen Mixed-Staffel die Goldmedaille bei den Crosslauf-Weltmeisterschaften in Aarhus.

## Sportliche Laufbahn
Teddese Lemi nahm erstmals 2016 bei den U20-Weltmeisterschaften in Bydgoszcz über 800 Meter an einem internationalen Rennen teil. Dabei gelang ihm der Einzug in das Halbfinale, in dem er sich auf 1:47,53 min verbessern konnte. Für den Finaleinzug genügte die Zeit dennoch nicht, so dass er ausschied und insgesamt den 10. Platz belegte. 2017 siegte er mit neuer Bestzeit bei den Äthiopischen Meisterschaften und konnte sich im Juni bis auf 1:46,54 min verbessern. Anfang Juli nahm er an den U20-Afrikameisterschaften in Tlemcen teil. Dabei lief er in das Finale, in dem er die Silbermedaille gewinnen konnte. 2018 lief er im März mit 1:46,00 min eine Zeit, die seitdem als seine Bestzeit über 800 Meter zu Buche steht. Im Juli nahm er in Finnland erneut an  U20-Weltmeisterschaften über 800 Meter teil. Aufgrund einer Disqualifikation im Vorlauf gelang es ihm nicht, eine vordere Platzierung zu erreichen.
2019 stieg er von der 800- auf die 1500-Meter-Distanz um. Im März trat er als Teil der äthiopischen Mixed-Staffel bei den Crosslauf-Weltmeisterschaften in Aarhus an. Dabei gewann das Quartett mit einer Zeit von 25:49 min die Goldmedaille. Über 1500 Meter gewann Lemi im Mai zunächst bei den nationalen Meisterschaften und lief später im Juli in Marseille Bestzeit von 3:35,09 min. Ein paar Wochen später siegte er beim nationalen Ausscheidungswettkampf und sicherte sich damit die Teilnahme an den Weltmeisterschaften in Doha. Im August startete Lemi zunächst bei den Afrikaspielen in Rabat. Aufgrund des langsameren zweiten Vorlaufs verpasste er als Fünfter den Einzug in das Finale nur denkbar knapp. Insgesamt belegte er den 13. Platz. Anfang Oktober startete er dann in Doha. Dabei kam es im Laufe des Rennens zu einem Vorfall, wonach der Norweger Filip Ingebrigtsen ihn mit einem Schlag aus dem Tritt und damit zu Fall brachte. Lemi lief das Rennen zu Ende und wäre als Elfter theoretisch ausgeschieden. Das Schiedsgericht sah davon ab, Ingebrigtsen zu bestrafen, qualifizierte allerdings Lemi für das Halbfinale. Im Halbfinale konnte er zwar etwas schneller laufen, schied darin allerdings als Vorletzter des Laufes aus.
2021 siegte er Anfang Juni bei den Äthiopischen Ausscheidungswettkämpfen für die Olympischen Sommerspiele in Tokio mit neuer Bestzeit von 3,31,90 min. In Tokio zog er Anfang August in das Halbfinale ein, in dem in einer Zeit von 3:34,81 min der siebte Platz in seinem Lauf nicht ausreichte um in das Finale einzuziehen. Insgesamt belegte er den 17. Platz. 2022 trat er im Frühjahr bei den Hallenweltmeisterschaften in Belgrad an. Er startete im ersten der insgesamt vier Vorläufe und zog als Sieger seines Laufes in das Finale ein. Darin stellte er in 3:33,59 min eine neue Hallenbestzeit auf und verpasste im Schlusssprint als Vierter nur äußerst knapp die Medaillenränge. Anfang Juni trat er auf Mauritius zum ersten Mal bei den Afrikameisterschaften an. Als Dritter seines Vorlaufes über 1500 Meter gelang ihm der Einzug in das Finale, das er als Fünfter beendete. Einen Monat später nahm er in den USA an seinen zweiten Weltmeisterschaften teil und konnte sein erstes WM-Finale erreichen, das er als Achter beendete. 2023 trat er in Budapest wieder bei den Weltmeisterschaften an. In seinem Vorlauf kam er nicht über Platz 11 hinaus und schied damit frühzeitig aus. Anfang Oktober landete er in Riga bei den erstmals ausgetragenen Straßenlauf-Weltmeisterschaften über die Meilendistanz auf dem elften Platz.

## Wichtige Wettbewerbe
| Jahr                  | Veranstaltung                   | Ort                   | Platz                 | Disziplin             | Zeit                  |
| Startet für Äthiopien | Startet für Äthiopien           | Startet für Äthiopien | Startet für Äthiopien | Startet für Äthiopien | Startet für Äthiopien |
| --------------------- | ------------------------------- | --------------------- | --------------------- | --------------------- | --------------------- |
| 2016                  | U20-Weltmeisterschaften         | Bydgoszcz             | 10.                   | 800 m                 | 1:47,53 min           |
| 2017                  | U20-Afrikameisterschaften       | Tlemcen               | 2.                    | 800 m                 | 1:48,76 min           |
| 2019                  | Crosslauf-Weltmeisterschaften   | Aarhus                | 1.                    | Mixed-Staffel         | 25:49 min             |
| 2019                  | Afrikaspiele                    | Rabat                 | 13.                   | 1500 m                | 3:43,85 min           |
| 2019                  | Weltmeisterschaften             | Doha                  | 23.                   | 1500 m                | 3:38,79 min           |
| 2021                  | Olympische Sommerspiele         | Tokio                 | 17.                   | 1500 m                | 3:34,81 min           |
| 2022                  | Hallenweltmeisterschaften       | Belgrad               | 4.                    | 1500 m                | 3:33,59 min           |
| 2022                  | Afrikameisterschaften           | Port Louis            | 5.                    | 1500 m                | 3:39,54 min           |
| 2022                  | Weltmeisterschaften             | Eugene                | 8.                    | 1500 m                | 3:32,98 min           |
| 2023                  | Weltmeisterschaften             | Budapest              | 55.                   | 1500 m                | 3:47,49 min           |
| 2023                  | Straßenlauf-Weltmeisterschaften | Riga                  | 11.                   | Meilenlauf            | 3:59,40 min           |

## Persönliche Bestleistungen
Freiluft
- 800 m: 1:44,65 min, 20. Juni 2021, Chorzów
- 1500 m: 3:31,90 min, 8. Juni 2021, Hengelo
- 3000 m: 7:42,42 min, 7. Juli 2024, Paris

Straße
- Meilenlauf: 3:59,40 min, 1. Oktober 2023, Riga

Halle
- 1500 m: 3:33,59 min, 20. März 2022, Belgrad